# Ana Weruli
Ana Weruli gr. Άννα Βερούλη (ur. 13 listopada 1956 w Kawali) – grecka lekkoatletka specjalizująca się w rzucie oszczepem.
Mistrzyni Europy z Aten (1982) i brązowa medalistka mistrzostw świata z Helsinek (1983). Podczas igrzysk olimpijskich w 1984 test wykazał, że zawodniczka stosowała doping. Dwa razy wygrywała igrzyska śródziemnomorskie (1983 oraz 1991), a raz zdobyła srebro podczas tej imprezy (1987)